# قائمة اضطرابات اللغة
تتضمن القائمة التالية اضطرابات اللغة. يُعرَّف اضطراب اللغة بأنه حالة تُعيق أو تُوقف تمامًا الكلام الطبيعي. وقد يكون اضطراب اللغة ناتجًا عن أسباب عصبية، أو جسدية، أو نفسية.

## قائمة اضطرابات اللغة
| سمة لغوية         | غياب السمة                            | صعوبة                                                  | مشكلة         |
| ----------------- | ------------------------------------- | ------------------------------------------------------ | ------------- |
| التصويت           | انعدام التلفظ                         | عسر التلفظ، خلل اللسان                                 |               |
| الفهم             | فقد الإدراك، فقد الإشارة، فقد الرمزية |                                                        |               |
| الكلام            | حبسة، فقد النطق                       | حبسة جزئية، فصام الكلام، ثرثرة مرضية                   | كلام لابارافي |
| النغمة            | فقد النغمة                            | اضطراب النغمة                                          |               |
| فقر الكلام        | اللوجيا                               |                                                        |               |
| القراءة           | عسر القراءة                           | عسر القراءة                                            | تحريف القراءة |
| اللغة المكتوبة    | العجز عن الكتابة                      | عسر الكتابة، ثرثرة كتابية                              | تحريف الكتابة |
| اللغة المنطوقة    | فقد القدرة على الكلام                 | عسر النطق، التلفظ البذيء، تكرار الكلام، كلام غير مفهوم | لجلجة         |
| تذكر الأسماء      | حبسة التسمية                          | عسر التسمية                                            |               |
| اضطراب حركي       | فقد التناسق الحركي                    | ضعف التناسق الحركي                                     |               |
| الصوت السليم      |                                       | عسر التلعثم                                            |               |
| الكتابة الإملائية |                                       | عسر الإملاء                                            |               |
| النحو             | فقد النحو                             |                                                        | انحراف نحوي   |
| الصوت             | فقد الصوت                             | عسر الصوت                                              |               |